# К'яртан Йогансен
К'яртан Йогансен (фар. Kjartan Johansen; нар. 17 квітня 1996) — фарерський гандболіст. Виступає за норвезький гандбольний клуб Viking Stavanger та національну збірну Фарерських островів.